# Otman Bakkal
Otman Bakkal (Eindhoven, 27 febbraio 1985) è un ex calciatore olandese, di ruolo centrocampista.

## Carriera

### Club
Ha fatto il suo debutto in Eredivisie con il PSV nella stagione 2003-04, e ha trascorso periodi in prestito al FC Den Bosch, al'FC Eindhoven e al Twente, prima di ritornare al PSV.
Nel mercato estivo del 2011, non trovando più molto spazio tra i titolari dei Boeren, viene mandato in prestito al Feyenoord dove l'11 settembre segna al debutto nella vittoria esterna per 1-3 contro il NAC Breda. Il 20 settembre segna nel 4-0 di Coppa d'Olanda contro l'AGOVV Apeldoorn e il 25 settembre segna un altro gol in campionato nella sconfitta per 2-1 contro l'AZ Alkmaar. Quattro mesi dopo, il 29 gennaio, segna nella vittoria per 4-3 contro l'Ajax. Con il gol messo a segno all'ultima giornata nella vittoria per 2-3 contro l'Heerenveen, Bakkal conclude la sua stagione con 9 gol segnati in 30 partite disputate.
Nell'estate 2012 passa a costo zero alla Dinamo Mosca. Il 1º settembre 2013 rescinde il suo contratto con il club russo e il 16 settembre torna al Feyenoord dove però a causa di un ritardo di condizione perde il posto a favore di Tonny Vilhena. Dopo sole 8 presenze a fine stagione rescinde il proprio contratto con il Feyenoord.

### Nazionale
Nel 2007, Bakkal è stato convocato da Foppe de Haan per il campionato europeo U21 svoltosi nei Paesi Bassi. Bakkal ha giocato le partite contro Israele (1-0) e Portogallo (2-1) nella fase a gironi, conquistando l'accesso in semifinale e la qualificazione alle Olimpiadi del 2008. Nella semifinale contro l'Inghilterra (finita 1-1 ai tempi regolamentari e 13-12 dopo 32 calci di rigore) Bakkal è partito titolare, venendo poi sostituito a metà del secondo tempo da Roy Beerens. Nella finale vinta per 4-1 contro la Serbia Bakkal ha segnato il primo gol.
Nel 2008 ha partecipato ai Giochi olimpici di Pechino con la nazionale olimpica olandese.

## Curiosità
È una delle vittime accertate dei morsi del noto attaccante uruguayano Luis Suárez, insieme al serbo Branislav Ivanović e all'italiano Giorgio Chiellini.

## Statistiche

### Cronologia presenze e reti in nazionale
| Cronologia completa delle presenze e delle reti in nazionale ― Paesi Bassi | Cronologia completa delle presenze e delle reti in nazionale ― Paesi Bassi | Cronologia completa delle presenze e delle reti in nazionale ― Paesi Bassi | Cronologia completa delle presenze e delle reti in nazionale ― Paesi Bassi | Cronologia completa delle presenze e delle reti in nazionale ― Paesi Bassi | Cronologia completa delle presenze e delle reti in nazionale ― Paesi Bassi | Cronologia completa delle presenze e delle reti in nazionale ― Paesi Bassi | Cronologia completa delle presenze e delle reti in nazionale ― Paesi Bassi |
| Data                                                                       | Città                                                                      | In casa                                                                    | Risultato                                                                  | Ospiti                                                                     | Competizione                                                               | Reti                                                                       | Note                                                                       |
| -------------------------------------------------------------------------- | -------------------------------------------------------------------------- | -------------------------------------------------------------------------- | -------------------------------------------------------------------------- | -------------------------------------------------------------------------- | -------------------------------------------------------------------------- | -------------------------------------------------------------------------- | -------------------------------------------------------------------------- |
| 18-11-2009                                                                 | Heerenveen                                                                 | Paesi Bassi                                                                | 0 – 0                                                                      | Paraguay                                                                   | Amichevole                                                                 | -                                                                          | 85’                                                                        |
| Totale                                                                     |                                                                            | Presenze                                                                   | 1                                                                          |                                                                            | Reti                                                                       | 0                                                                          |                                                                            |

## Palmarès

### Club
- Supercoppa dei Paesi Bassi: 1

PSV Eindhoven: 2008

### Nazionale
- Campionato d'Europa Under-21: 1

2007